# Чернівці (станція)
Чернівці́ — лінійна станція Івано-Франківської дирекції Львівської залізниці на неелектрифікованій лінії Чернівці-Північна — Багринівка між станціями Чернівці-Північна (2 км) та Чернівці-Південна (6 км). Розташована в обласному центрі Чернівецької області. Відстань до станції Вадул-Сірет — 40 км.

## Історія
Вокзал станції Чернівці — головний залізничний вокзал міста — пам'ятка архітектури місцевого значення. Є одним з найкрасивіших вокзалів в Україні. Зведений у 1909 році у стилі модерн. Будівля має дуже цікаву архітектуру, де використовувалися як язичницькі, так і християнські символи.
У 1866 році було відкрито залізничну лінію Львів — Чернівці, вокзальне приміщення було збудовано по вулиці Старовокзальній (нині — вул. Капеланська).
Історія чернівецької залізниці бере свій початок з 1 вересня 1866 року, коли до міста вперше прибув потяг сполученням Львів — Чернівці.
На Привокзальній площі чернівчани урочисто зустрічали Лесю Українку, яка у 1901 та 1903 роках відвідувала місто Чернівці.
У 1903—1904 роках тут зустрічали композитора Миколу Лисенко, а 6 травня 1913 року — Івана Франка.
Нова будівля вокзалу була збудована у 1906—1909 роках архітектором Отто Вагнером. 30 листопада 1909 року, після закінчення будівництва, що тривало три роки, відбулося відкриття двоповерхового вокзалу, виконаного у стилі віденського модерну. Споруда має зелений купол, що увінчує її на висоті 20 метрів. Фронтон залізничного вокзалу прикрашений статуєю богині Іриди, котра за давньогрецькою міфологією відома як богиня-вісниця. Її піднята рука символізує привітний прийом гостей міста та душевне прощання з ними. З обох боків її оточують чотири янголи: одна пара тримає у руках квіти, інші двоє зображені зі стрілами. Янголята зображають гостинність місцевих жителів та їх буковинський темперамент. Внутрішній інтер'єр прикрашають рослинні фрагменти, маскарони, крила яких дещо стилізовані, кадуцеї та колеса, виконані у стилі модерн.

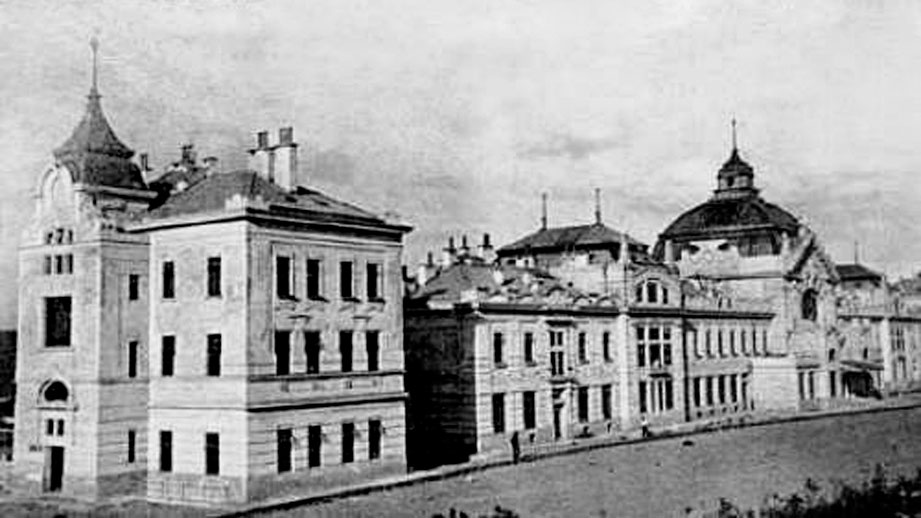
Вокзал на початку XX століття
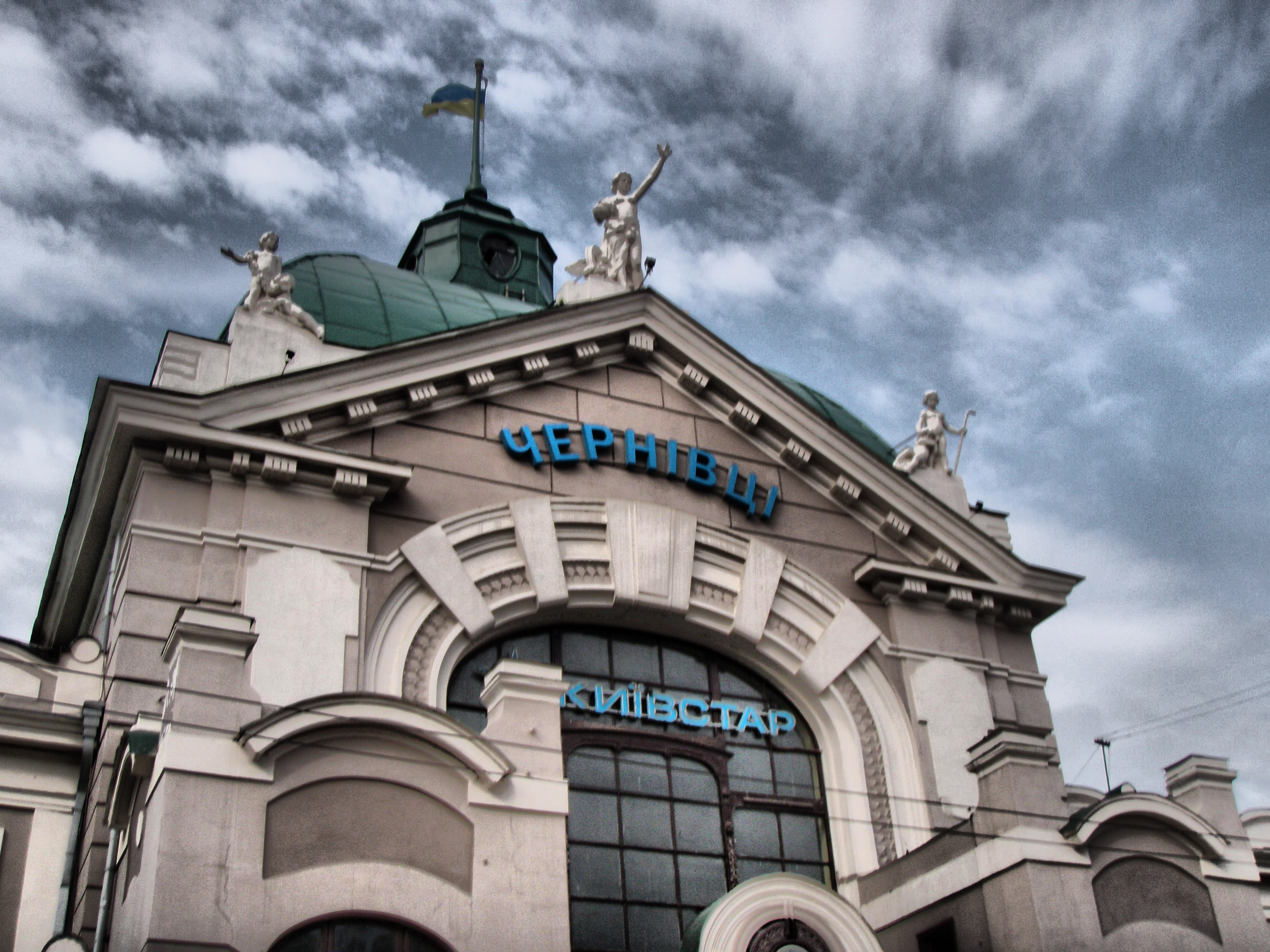
Залізничний вокзал
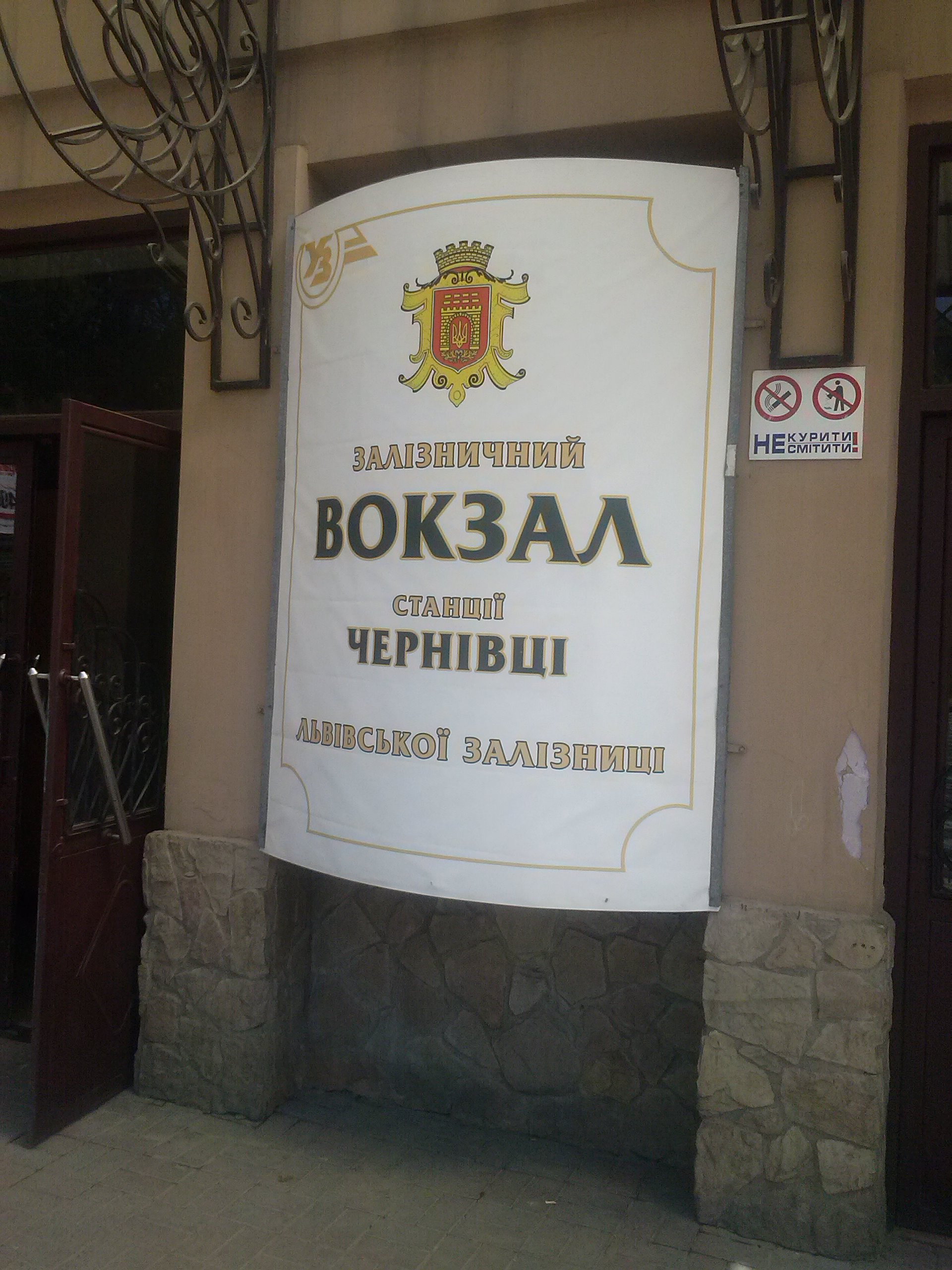
Біля центрального входу вокзалу
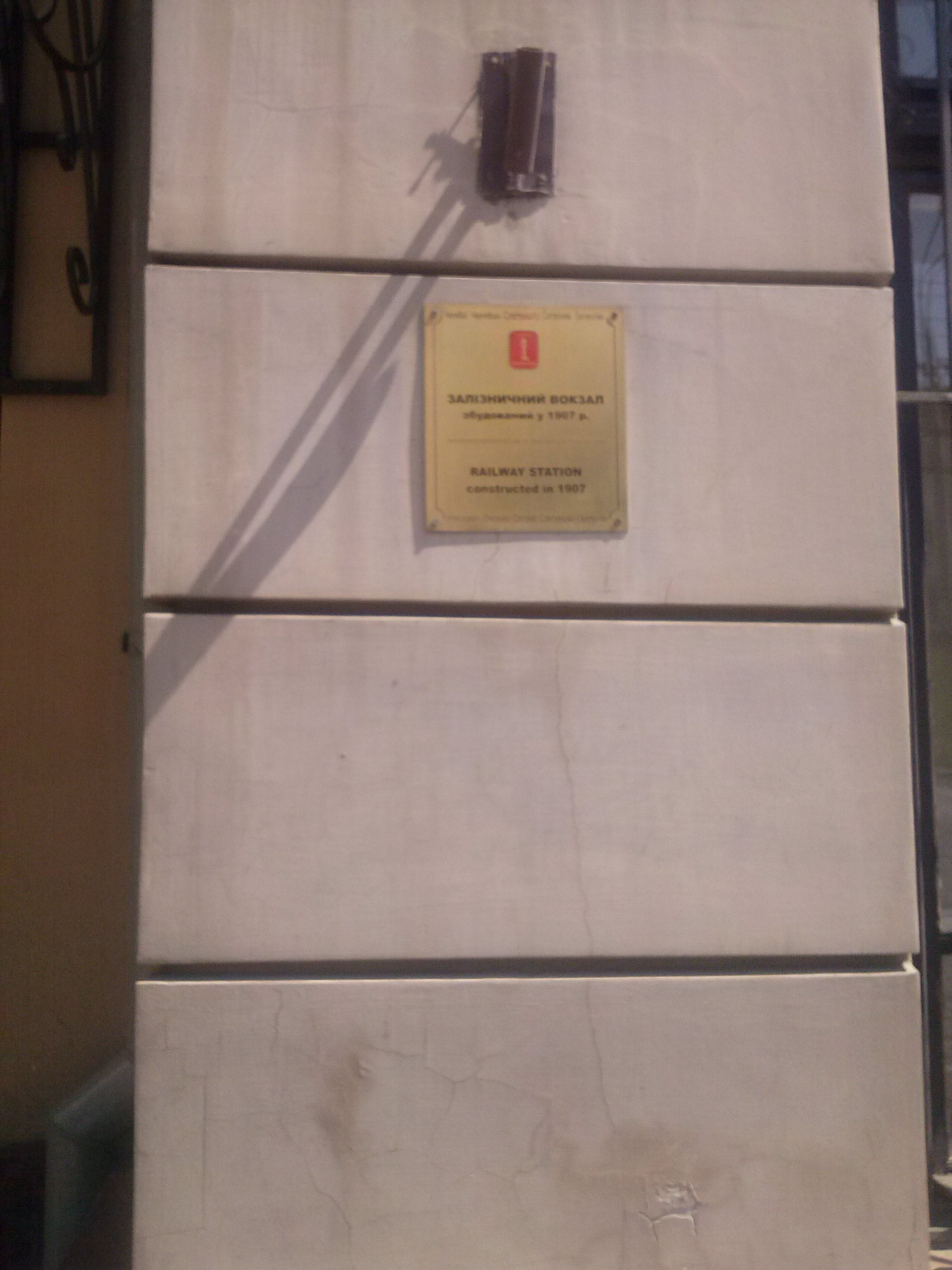
Пам'ятка архітектури

Раніше кожне відправлення потяга супроводжувалося композиціями, що виконував чернівецький оркестр. Аудіозаписи тих мелодій використовуються і понині.
Під час Першої та Другої світових воєн будівля зазнала пошкоджень, надалі була відновлена.
19 січня 2024 року, в мережі інтернет, з'явилася інформація, що зал чекання у залізничному вокзалі станції опалюється «буржуйками», деякі мешканці міста висловили обурення з приводу опалення таким способом історичної будівлі вокзалу. Зі слів адміністрації вокзалу таким чином відбувається опалення «буржуйками» на вокзалі з жовтня 2023 року й досі ніхто не скаржився, а навпаки, пасажирам, які очікують на поїзди, тепло та затишно у приміщенні.
2 листопада 2024 року відбулося урочисте відкриття монумента паровозу серії Єр-799-82, який символізує історичний шлях розвитку української залізниці, а також залишить нагадуння про тих залізничників, хто працював і боронив Україну.
У 2025 році передбачається розпочати будівництво євроколії з Чернівців до Сучави. Загалом за проєктом євроколія має об'єднати такі міста як Краків, Львів, Чернівці, Сучаву та Унгени. Перспективним є будівництво євроколії до Хотина та далі до Камʼянця-Подільського, а звідти на Київ. Відповідно, це надасть можливості для Молдови та України експорту своєї продукції за кордон в більшому масштабі.

## Історія руху поїздів

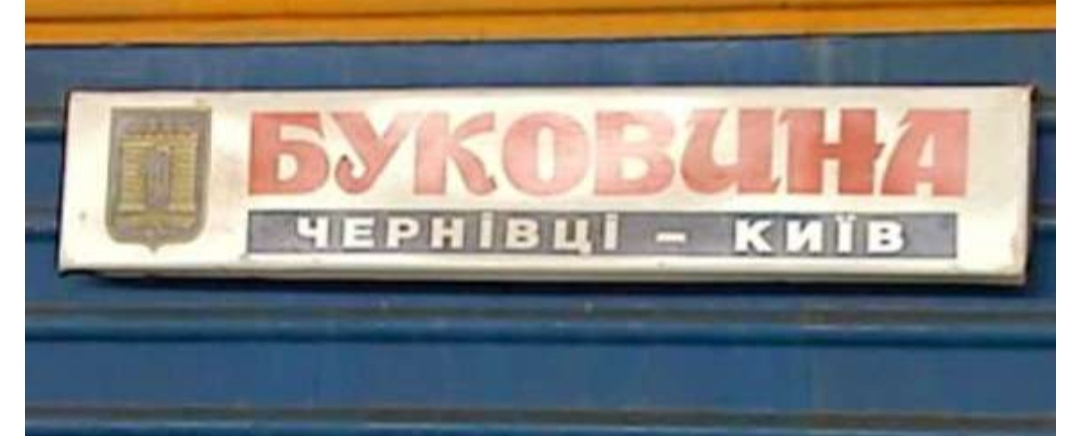
Табличка колишнього поїзда № 117/118 «Буковина»

Чернівці є кінцевою станцією для усіх пасажирських поїздів далекого та приміського сполучення, окрім 
вагону безпересадкового сполучення Київ — Бухарест.
З 7 червня 2014 року нічному швидкому поїзду № 118/117 «Буковина» сполученням Київ-Пасажирський — Чернівці було змінено маршрут руху без зупинок через територію Молдови та курсував щоденно через станції Новоселиця, Ларга, Кам'янець-Подільський, Гречани. Завдяки зміні маршруту руху, час в дорозі поїзда було скорочено до 1,5 години (з 18 жовтня 2021 року поїзд скасований на невизначений термін).
З 11 грудня 2016 по 9 грудня 2017 року до станції Чернівці курсував нічний експрес «Владислав Зубенко» Харків — Чернівці (через Полтаву, Миргород, Київ-Пасажирський, Львів), з 10 грудня 2017 року поїзду змінено маршрут руху і нині курсує до станції Рахів.
З 10 грудня 2017 року скасовано курсування поїзда № 608/607 сполученням Чернівці — Львів, проте був призначений щоденно поїзд № 667/668 Ковель — Чернівці.
У лютому 2019 року на засіданні Координаційної ради з питань розвитку туризму при Чернівецькій облдержадміністрації обговорювалося питання щодо відновлення руху поїзда № 625/626 сполученням Чернівці — Ужгород. Представники туристичного бізнесу Буковини розглянули питання щодо підсумків роботи відділу з питань туризму у 2018 році та виконання завдань з реалізації «Комплексної програми розвитку туризму в Чернівецькій області на 2016—2020 роки». Відновлення руху потяга дасть можливість збільшенню туристичного потоку Чернівецької, Івано-Франківської та Закарпатської областей.
На початку 2021 року на форумі «Україна 30. Інфраструктура» обговорювали можливість будівництва залізничної колії із Кам'янець-Подільського через Хотин до Чернівців. Історія цього питання починається від 1994 року, колія від Кам'янець-Подільського до Чернівців – це добра можливість розвинути вантажні перевезення в бік Румунії, країн ЄС, реалізувати синергію туристичного потенціал цих трьох міст та Українських Карпат. Це будівництво має скоротити час поїздки з Києва до Чернівців майже удвічі та потяг не буде проходити через територію Молдови.
10 жовтня 2022 року Укрзалізниця призначила  регіональний поїзд «Дністровський експрес» № 802/801 сполученням Львів — Чернівці, який фактично повторює історичний маршрут славетної «Люкс-торпеди» у 1930-х роках. Маршрут поїзда пролягає через станції Заліщики, Чортків, Тернопіль, Золочів та інші міста. «Дністровський експрес» мав вирушити у перший рейс ще наприкінці лютого 2022 року, проте тоді інші вагони вже були задіяні в евакуації українців, тож відкриття нового маршруту довелося відкласти.
У 2024 році «Укрзалізниця» розширить залізничну інфраструктуру та запустить низку нових потягів, які сполучатимуть Чернівці з трьома українськими містами — Запоріжжям, Кременчуком та Ужгородом. Поїзд № 129/130 сполученням Кременчук — Чернівці, що курсуватиме через день. Чернівці вперше отримають пряме сполучення з Кременчуком. № 216/215 Запоріжжя — Чернівці курсуватиме щоденно та поєднає Буковину з Івано-Франківськом, Львовом, Дніпром та Запоріжжям. Очікується призначення поїзда № 345/346 сполученням Ужгород — Чернівці, що дозволить відновити історичне пряме сполучення Закарпаття з Буковиною.

## Пасажирське сполучення
| Рух поїздів по станції Чернівці  | Рух поїздів по станції Чернівці | Рух поїздів по станції Чернівці | Рух поїздів по станції Чернівці                                                             |
| №                                | Маршрут сполучення              | Формування залізниці            | Примітки                                                                                    |
| Поїзди далекого сполучення       | Поїзди далекого сполучення      | Поїзди далекого сполучення      | Поїзди далекого сполучення                                                                  |
| -------------------------------- | ------------------------------- | ------------------------------- | ------------------------------------------------------------------------------------------- |
| 007/008 «Нічний експрес»         | Київ — Чернівці                 | Південно-Західна залізниця      |                                                                                             |
| 117/118 «Буковина»               | Київ — Чернівці                 | Південно-Західна залізниця      | Скасований наприкінці 2021 року                                                             |
| 135/136 «Чорномор»               | Одеса — Чернівці                | Львівська залізниця             | До 2021 року, влітку, маршрут руху поїзда продовжувався до станції Білгород-Дністровський   |
| 129/130                          | Кременчук — Чернівці            | Львівська залізниця             | Через день                                                                                  |
| 149/150                          | Полтава — Чернівці              | Львівська залізниця             | Через день                                                                                  |
| 215/216                          | Запоріжжя — Чернівці            | Львівська залізниця             | З 17 грудня 2023 року, через день                                                           |
| 357/358 «Гуцульщина»             | Київ — Рахів                    | Південно-Західна залізниця      | З 12 грудня 2021 року курсує під № 57/58 до станції Ворохта, без заходу до станції Чернівці |
| 667/668                          | Ковель — Чернівці               | Львівська залізниця             | Скасований через пандемію COVID-19                                                          |
| Регіональні поїзди               |                                 |                                 |                                                                                             |
| 701/702                          | Львів — Чернівці                | Львівська залізниця             | Щоденно                                                                                     |
| 801/802 «Дністровський експрес»  | Львів — Чернівці                | Львівська залізниця             | Призначений з 10 жовтня 2022 року, щоденно                                                  |
| 815/816 «Прикарпатський експрес» | Львів — Чернівці                | Львівська залізниця             | Скасований                                                                                  |
| Приміські поїзди                 |                                 |                                 |                                                                                             |
| 6472/6471                        | Коломия — Вадул-Сірет           | Львівська залізниця             | Щоденно                                                                                     |
| Вантажно-пасажирські поїзди      |                                 |                                 |                                                                                             |
| 951/952                          | Чернівці — Вижниця              | Львівська залізниця             | Скасований через пандемію COVID-19, рух поїзда не відновлений                               |
| 959/960                          | Чернівці — Вадул-Сірет          | Львівська залізниця             | Скасований через пандемію COVID-19, рух поїзда не відновлений                               |
| 967/968                          | Чернівці — Сокиряни             | Львівська залізниця             | Скасований через пандемію COVID-19, рух поїзда не відновлений                               |

З 16 травня 2022 року відновлено рух регіонального поїзда «Прикарпатський експрес» № 815/816  сполученням Львів — Чернівці.

## Галерея

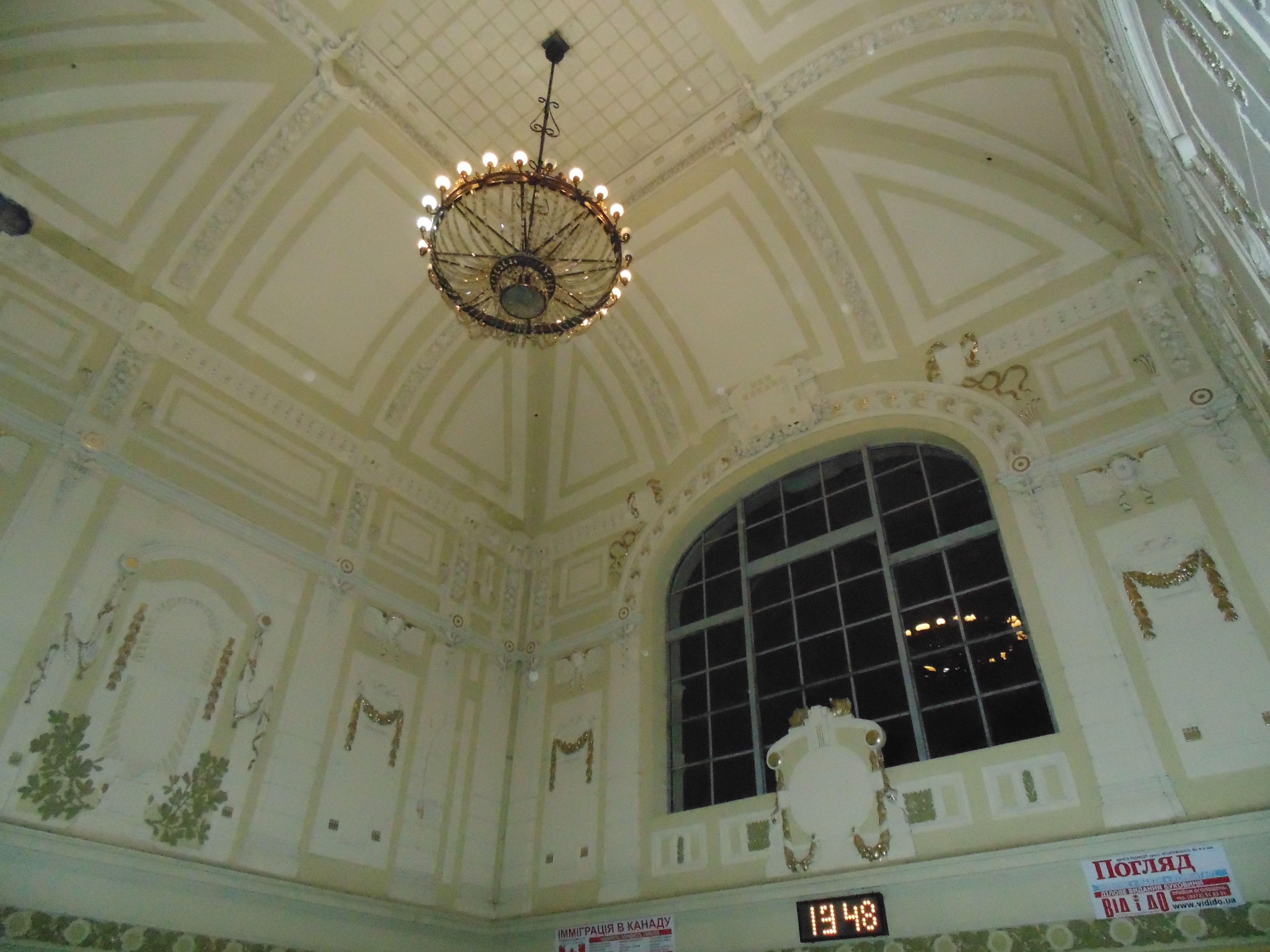
Центральний зал вокзалу
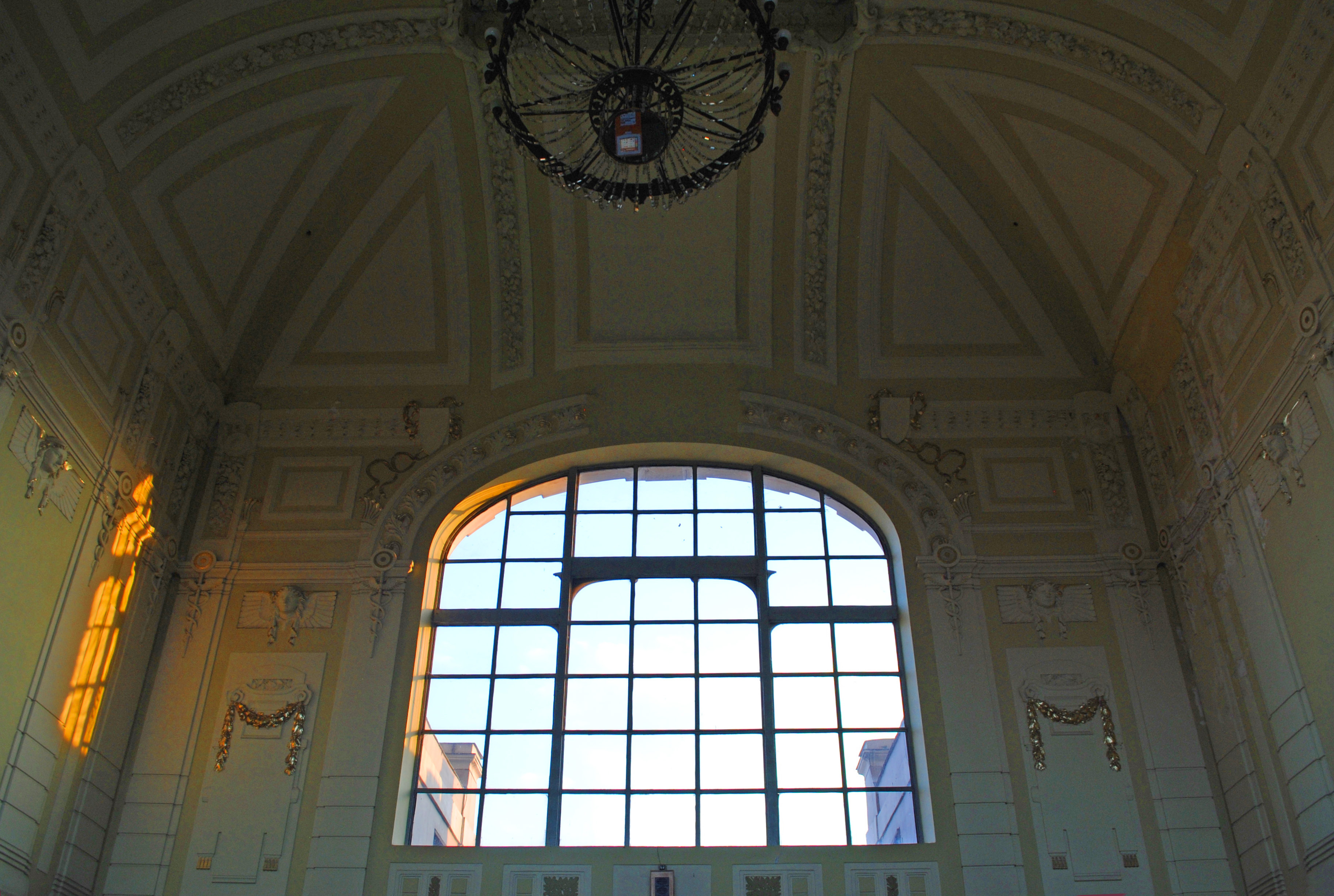
Інтер'єр залізничного вокзалу
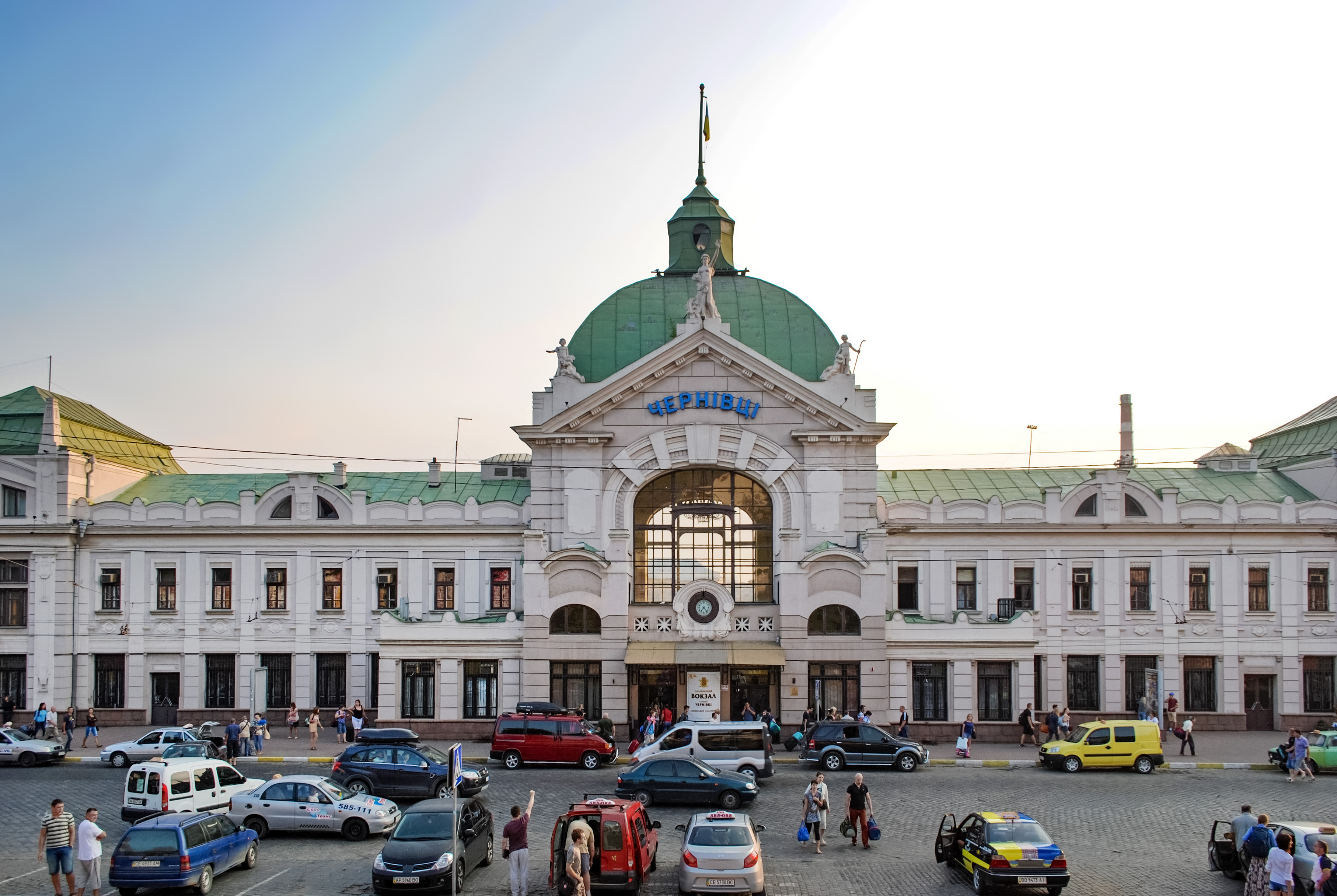
Залізничний вокзал (2015)
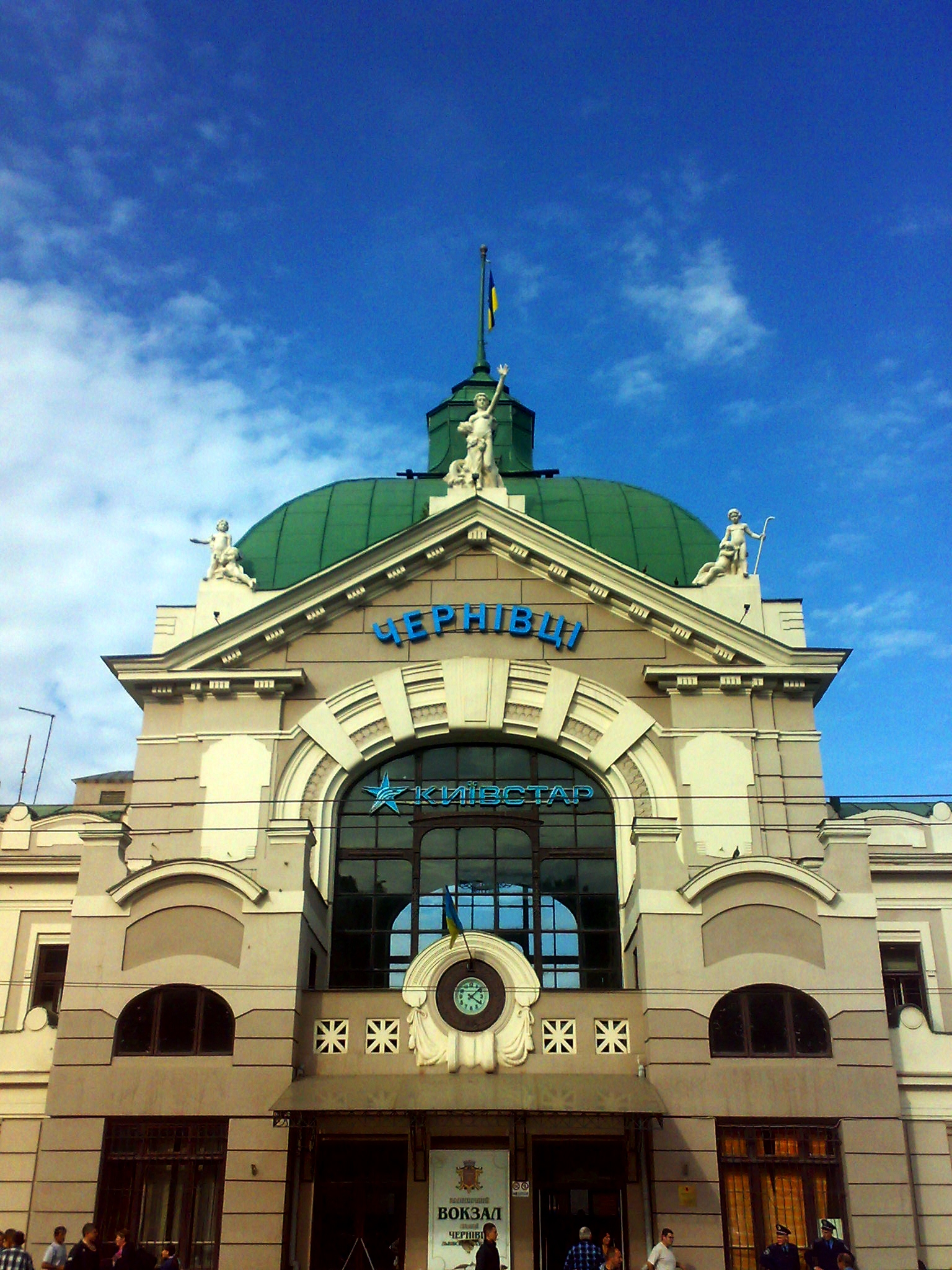
Центральний вхід до вокзалу

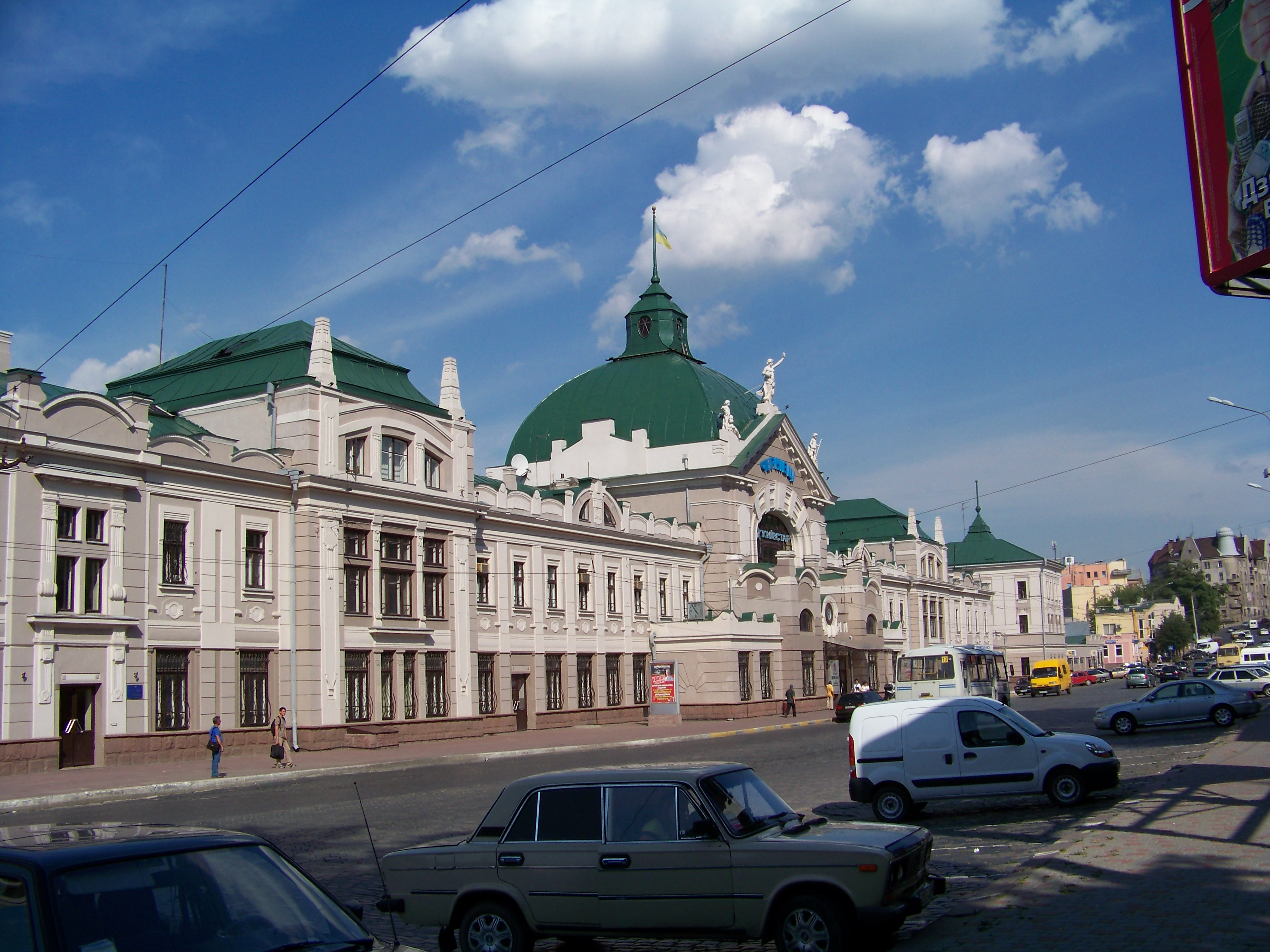
Чернівецький залізничний вокзал
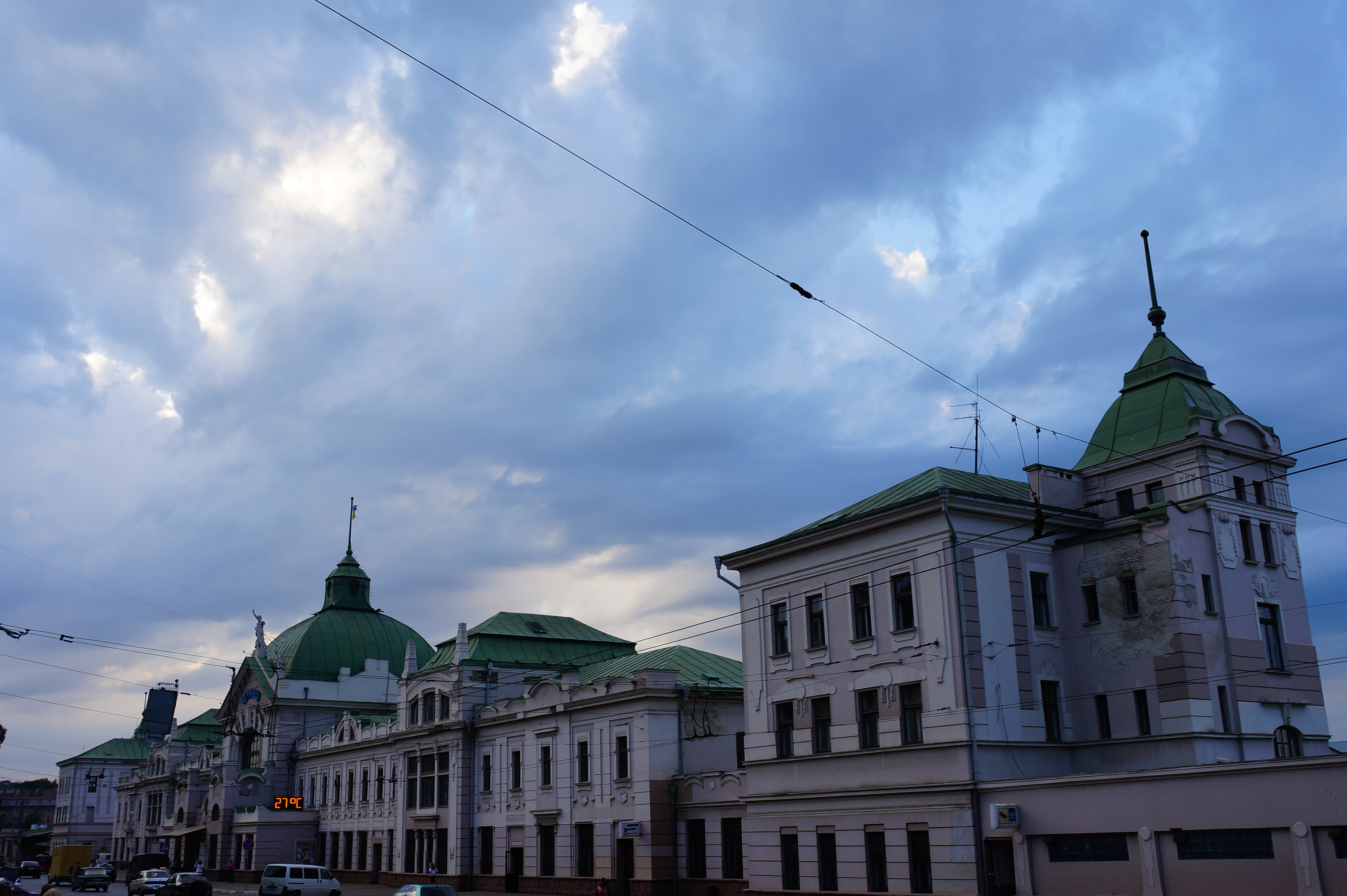
Вокзал м. Чернівці
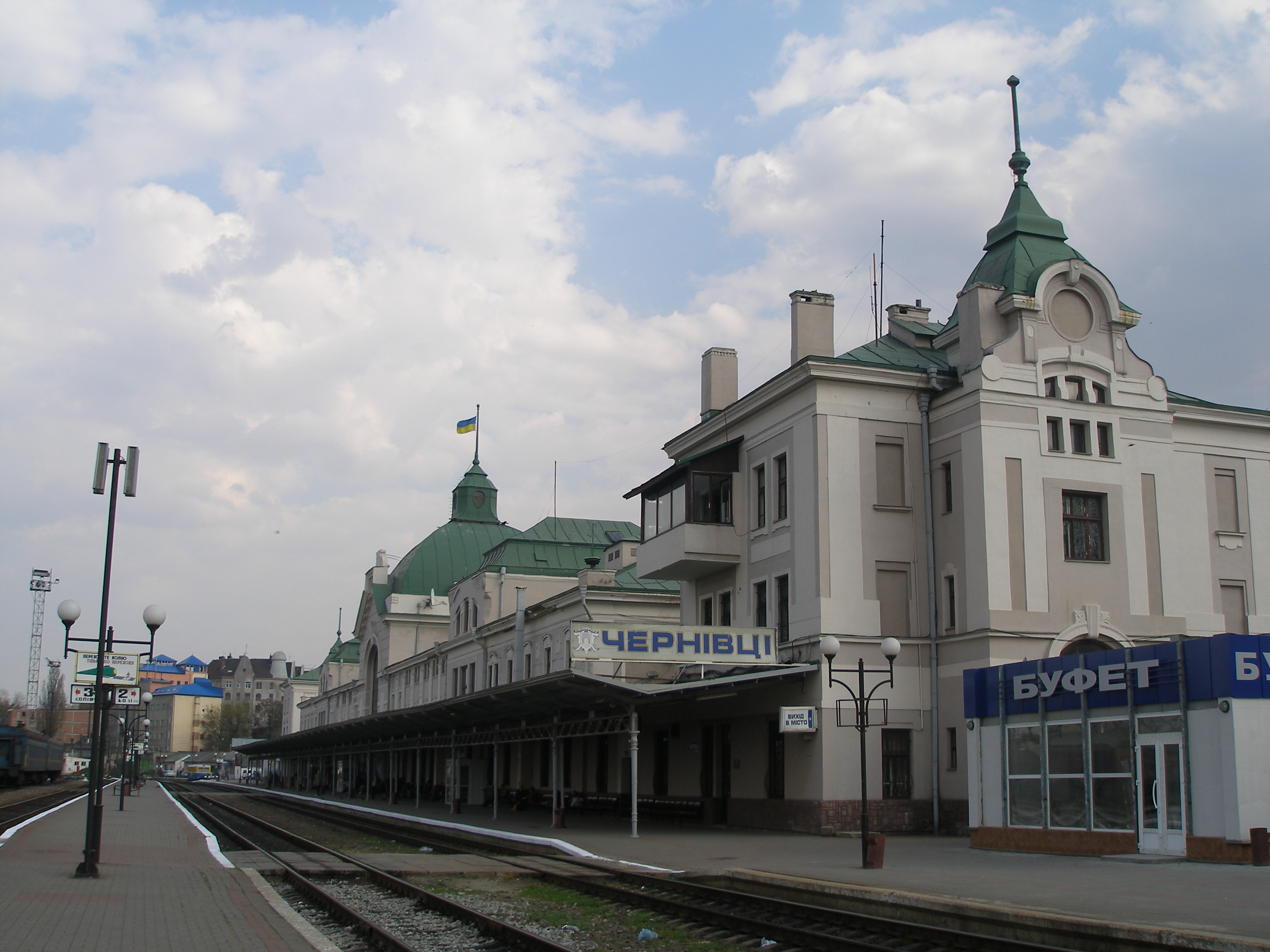
Перон залізничного вокзалу
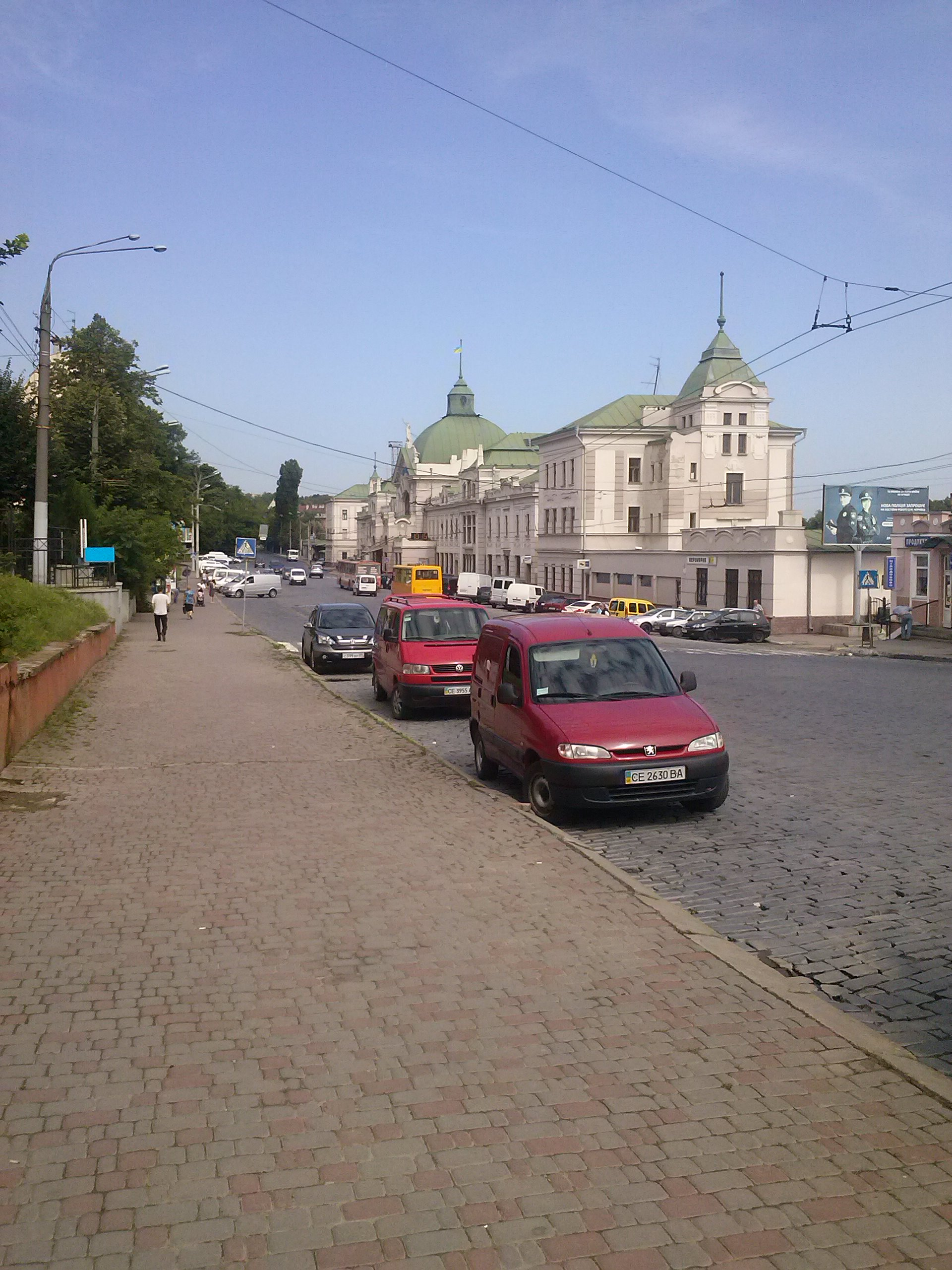
Краєвид з Вокзальної вулиці